# Животные Фартинского леса (мультсериал)
«Животные Фартинского леса» (англ. «The Animals of Farthing Wood») — франко-британский мультсериал, заказанный Европейским Вещательным Союзом, основанный на одноимённой серии книг британского писателя Колина Данна.

### Отличия от книг
В отличие от других мультсериалов-современников по книгам, комедийная составляющая сюжета книг в мультсериале была сведена к минимуму. В первом сезоне описывается путешествие животных к Парку Белого Оленя, во втором — вражда животных с местными лисами, в третьем — нашествие крыс на парк. 

В мультсериале некоторые персонажи сменили пол, например Гадюка, Ласка, Сова и Пустельга стали женского пола, а Грешный, Большая Сова и Холли — мужского. Скарфейс и его лисы стали синими, в то время как в оригинальной повести они были рыжие. Сделано это было для того, чтобы их можно было легко отличить от рыжих лис, которые пришли из Фартинского Леса.

### Персонажи
- Лис — руководитель группы животных, смелый добрый зверь. Тем не менее, тяжёлое долгое путешествие и гибель его многих друзей и родственников привели его на грань паранойи. Но он всё равно всегда оставался добрым, и даже пощадил своего заклятого врага.
- Лисица — жена Лиса, присоединилась к нему во время путешествия.
- Барсук — старый добрый адъютант Лиса. Мудрый, ласковый зверь. В мультсериале делал краткий обзор предыдущей серии в начале.
- Жаба — своеобразный навигатор группы. Знает, где находится Парк Белого Оленя.
- Сова — выполняет роль разведчика. Несколько заносчива.
- Ласка — двоякий персонаж. В книге — тихий необщительный самец, в мультсериале — вечно прикалывающаяся циничная самка. Немного трусливая.
- Гадюка — злая циничная змея. Самец в книге, самка в мультсериале. Совершила одно доброе дело и два злых.
- Пустельга — ещё один разведчик. Позже отстала от группы. Известна тем, что иногда нападает на своих.[1]
- Крот — близкий друг Барсука, катался у него на голове.
- Миртл — вдова Крота.
- Мосси — сын Крота.
- Фазаны — супружеская пара фазанов.
- Кролики — семья кроликов-паникёров.
- Зайцы — отличаются от кроликов.
- Ежи — пара ежей.
- Серые белочки — стая серых белочек.
- Полёвки — также погибли.
- Землеройки — пара землероек. Самые тихие и незаметные персонажи.
- Полевые мыши — семейство полевых мышей.
- Ящерицы (или тритоны) — путешествовали с группой животных, остались на болоте.
- Болд и Френдли — сыновья Лиса и Лисицы.
- Чармер и Дример — дочери Лиса и Лисицы.
- Свистун — цапля, которую животные подобрали по пути. Ранена в крыло, из-за чего в полете издаёт характерный свист (отсюда и имя). Не умеет нормально приземляться — всегда терпит бедствие при попытке посадки.
- Спиди — болтливая подружка Свистуна.
- Великий Белый Олень — вожак зверей в Парке Белого Оленя.
- Смотритель — единственный добрый человек, следящий за порядком в Парке Белого Оленя. Гонял браконьеров, ухаживал за ранеными животными.
- Скарфейс — предводитель местных лисиц в Парке Белого Оленя. Враждовал с животными, пришедшими из Фартинского Леса, убил многих из них, о чём теперь очень сожалеет. Поражается тому, что его ещё и кто-то любит[2]
- Леди Блу — жена Скарфейса. В книгах у неё нет имени. Намного добрее своего мужа.
- Мизли — ласка, живущая в Парке Белого Оленя. Слабый и глуповатый.
- Клео и Файдо — дети Ласки и Мизли.
- Рейнджер и Баундер — сыновья Скарфейса и Леди Блу.
- Грешный — супруг Гадюки. В книге — самка, в мультсериале — самец.
- Булли — предводитель крыс, напавших на Парк Белого Оленя, неуравновешенный ксенофоб.
- Холли — сова из третьего сезона.
- Хуркель — барсук из третьего сезона.
- Ролло — пёс смотрителя. Появился в третьем сезоне.
- Плаки — сын Рейнджера и Чармер, внук Лиса и Лисицы.
- Дэш — зайчонок, сын зайцев из Фартинского леса.

## Трансляция за пределами Великобритании
Транслировали почти по всей западной и центральной Европе и в Австралии. Также, под названием ファージングウッドのなかまたち, транслировали в Японии, в Турции (Gürültülü Ormanin Hayvanlari) и в Индии. В некоторых странах Латинской Америки (Гондурас, Мексика, Аргентина, Чили, Боливия и Эквадор) мультсериал шёл с переводом, сделанным в Португалии и Испании.

В России мультсериал никогда не транслировался, но иногда в середине девяностых попадался на пиратских видеокассетах VHS с характерным низкокачественным одноголосым переводом.

## Издания, выпуски
Журнал Друзья Фартинского Леса выпускался в середине девяностых, и дошёл до 130 выпуска. В нём помимо отрывочных сюжетов из мультсериала и интересных фактов о дикой природе присутствовали также всяческие подарочки — наклейки, маски, постеры и прочая всячина, как правило из разряда «сделай сам». Также журнал пестрил каламбурами, детскими анекдотами, раскрасками и прочей всякой всячиной для детей.
Помимо журнала выпускались также обычные и аудиокниги основанные на мультсериале.
Корпорация Hornby, которая в основном пытается составить конкуренцию непревзойдённому мэтру из-за Берлинской стены, выпускала фигурки персонажей мультсериала в так называемых презентационных наборах. Всего было три типа наборов, со всеми основными персонажами мультсериала. Список наборов:
Первый: Лис, Барсук, Крот, Ласка, Жаба и Сова.
Второй: Великий Белый Олень, Скарфейс, Пустельга, Гадюка, Свистун и Кролик.
Третий: Булли, Лисица, Плаки, Файдо, Клео, Ролло, Мизли, Спиди, Холли, Хуркель, Дэш и Грешный.

## Видео
Несмотря на свою популярность, мультсериал не выпускался на DVD вплоть до 2009 года. Это породило волну видеопиратства — пиратские диски продавались даже на eBay.
Первый сезон вышел на DVD в феврале 2009 года во Франции.
Первый сезон также выпустили на DVD в Германии 25 сентября 2009 года. Позже выпустили второй сезон (27 мая 2011 года Series 2 was released in Germany on 27 May 2011,) и третий (24 февраля 2012 года). Немецкие DVD были выпущены с аудиодорожками и на немецком, и на английском.
3 октября 2016 года все три сезона были выпущены на DVD компанией Network Distributing. (http://networkonair.com/shop/2553-animals-of-farthing-wood-the-the-complete-series.html (недоступная+ссылка)).
| Сезон | Количество серий | Дата трансляции в СКВИСИ           |
| ----- | ---------------- | ---------------------------------- |
| 1     | 13               | 6 января 1993 — 31 марта 1993      |
| 2     | 13               | 7 января 1994 — 30 марта 1994      |
| 3     | 13               | 28 сентября 1995 — 21 декабря 1995 |